# 12 червня
12 червня — 163-й день року (164-й у високосні роки) у григоріанському календарі. До кінця року залишається 202 дні.

## Свята і пам'ятні дні

### Міжнародні
- ООН: Всесвітній день боротьби з дитячою працею
- День червоної троянди.

### Національні
- Україна: День працівника фондового ринку.
- Бразилія: День закоханих.
- Фінляндія: День Гельсінкі.
- Гаїті: День захисту дітей.
- Перу: День комп'ютерників.
- Філіппіни: День незалежності.
- Парагвай: День миру.
- Росія: День Росії.
- Туркменістан: День науки.
- США: День любові.

### Релігійні

#### Християнство
- День Святого Онуфрія.
- День Святого Лева III, Папи Римського.

 Католицька церква:
- День пам'яті блаженних польських мучеників

 Православна церква:
- Преподобного Онуфрія Великого.
- Преподобного Петра Афонського.
- Преподобних Іоана, Андрія, Іраклемона і Феофіла.

### Іменини
✙ Православні: Петро, Іван, Андрій
✝  Католицькі: Антоніна, Ян

## Події

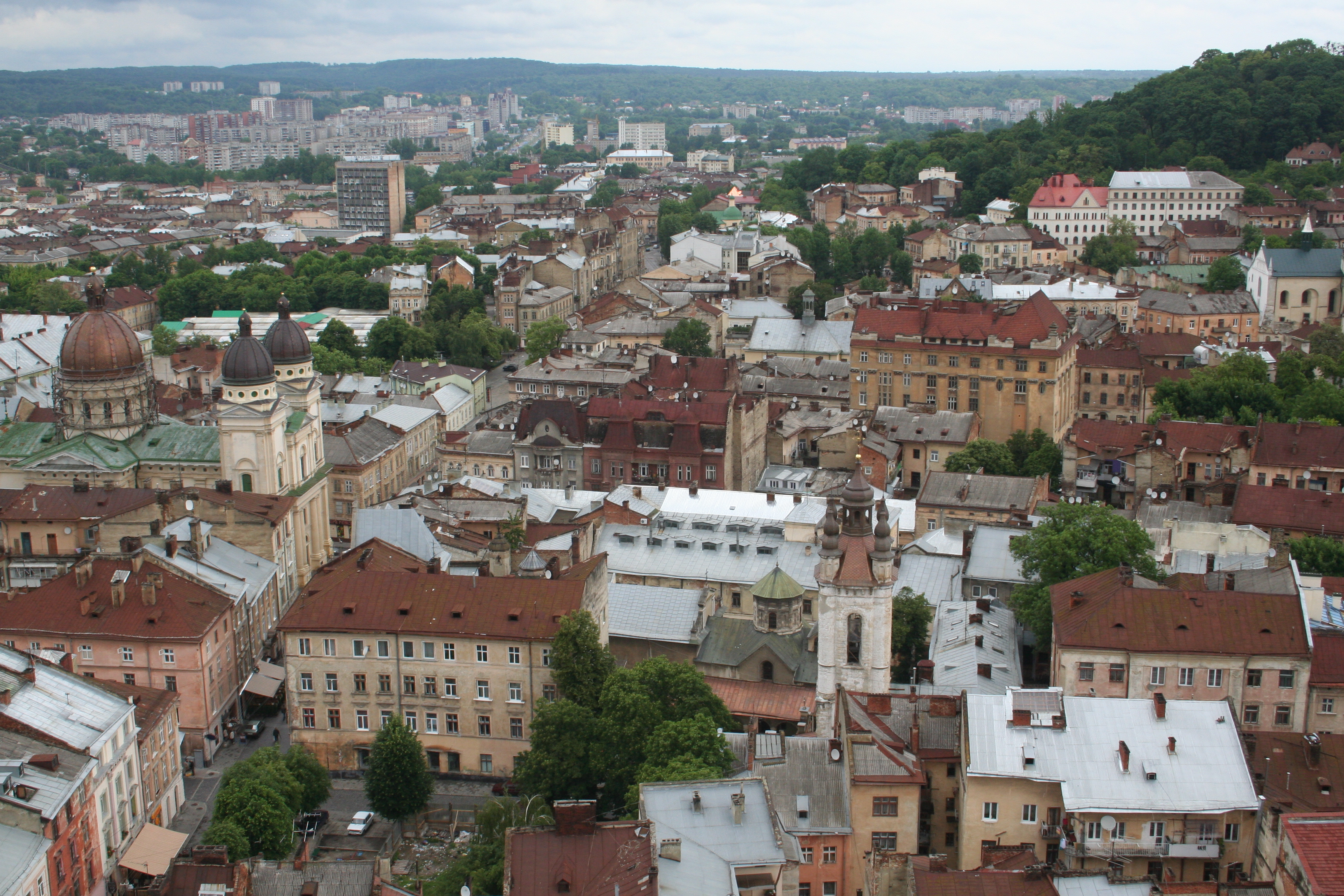
Державний історико-архітектурний заповідник у Львові

- 1665 — Королівство Англія встановило своє правління у нідерландському поселенні Новий Амстердам, яке було перейменоване на Нью-Йорк.
- 1815 — унаслідок інтриг банкіра Натана Ротшильда лондонська газета «Морнінґ Кронікл» повідомила про перемогу Наполеона при Ватерлоо за кілька днів до битви (Ротшильд, зігравши на паніці, скуповував акції).
- 1824 — у Парижі вийшла перша і єдина наукова робота 28-річного французького військового інженера і фізика Саді Карно «Роздуми про рушійну силу вогню і про машини, здатні розвивати цю силу».
- 1848 — у Празі закінчився Слов'янський з'їзд
- 1849 — Л. П. Гаслет запатентував протигаз.
- 1864 — ерцгерцог Максиміліан, брат найяснішого цісаря Франца Йосифа I прибув до Мексики, де став імператором.
- 1898 — у ході Іспансько-американської війни, повстанці під проводом 29-літнього Еміліо Агінальдо проголосили незалежність Філіппін після 300-літнього іспанського панування.
- 1920 — офіційне відкриття Панамського каналу (перше судно пройшло через канал в серпні 1914 року).
- 1923 — Гаррі Гудіні вперше публічно продемонстрував трюк, звільнивши себе із гамівної сорочки, висячи над землею на висоті 40 футів (≈ 12 метрів).
- 1929 — завершилися випробування першого багатомісного пасажирського літака «АНТ-9» конструкції Туполєва.
- 1929 — у Москві відкрили Всесоюзний з'їзд безбожників.
- 1931 — гангстер Аль Капоне і 68 його соратників були засуджені за порушення «сухого» закону.
- 1935 — Парагвай і Болівія підписали перемир'я, яке закінчило війну за Чако.
- 1935 — на студії «Brunswick Records» 17-літня Елла Фіцджеральд записала свій перший сингл з піснями «Love and Kisses» і «I'll Chase the Blues Away».
- 1937 — у ході сталінського терору оголошено вирок і розстріляно вісім вищих військових керівників СРСР (Тухачевського, Примакова, Якіра, Уборевича, Ейдемана та ін.), звинуваченим в участі у «військово-фашистській змові в Червоній Армії».
- 1946 — останній король Італії Умберто II зрікся престолу.
- 1963 — у Нью-Йорку відбулась прем'єра фільму «Клеопатра» з Елізабет Тейлор та Річардом Бартоном у головних ролях.
- 1964 — Рада міністрів УРСР заснувала 4 наукові премії імені учених України: М.Крилова — з математики, Є.Патона — з техніки, Л.Писаржевського — з хімії, В.Юр'єва — з біології.
- 1964 — Нельсон Мандела засуджений на довічне ув'язнення.
- 1965 — Королева Великої Британії оголосила, що учасники «The Beatles» будуть нагороджені Медаллю Британської імперії.
- 1966 — у Києві почалась експлуатація першого у світовій практиці тролейбусного поїзда винахідника Володимира Веклича.
- 1975 — Верховний суд Індії визнав прем'єр-міністра Індіру Ганді винною у корупції та фальсифікації результатів виборів 1971 року і заборонив їй на 6 років займатись політичною діяльністю. У відповідь на рішення суду Ганді оголосила в країні надзвичайний стан і санкціонувала масові арешти політичних опонентів.
- 1975 — створений Державний історико-архітектурний заповідник у Львові.
- 1981 — у Детройті 31-річний Ларрі Голмс захистив титул чемпіона світу з боксу серед боксерів-суперваговиків, вигравши технічним нокаутом (три нокаути підряд) у Леона Спінкса.
- 1987 — під час візиту до Західного Берліна президент США Рональд Рейган закликав радянського лідера Михайла Горбачова розвалити «берлінську стіну».
- 1990 — в СРСР заборонили цензуру.
- 1991 — за підсумками референдуму серед мешканців Ленінграда місту повернули початкову назву — Санкт-Петербург.
- 1991 — на перших президентських виборах у Росії перемогу здобув Борис Єльцин, за котрого проголосувало 57,3 % виборців.
- 1994 — Австрія референдумом ухвалила рішення про вступ до Європейського Союзу.
- 1999 — у Приштину (столицю Косово) ввійшли миротворчі загони НАТО під командуванням британського генерала Майкла Джексона. В аеропорту «Слатина» у них виникла сутичка з 200 російськими десантниками, які самовільно зайняли його, здійснивши перехід із Болгарії.

## Народились
Дивись також Категорія:Народились 12 червня
- 1824 — Альбер-Ернест Карр'є-Беллез, французький скульптор.
- 1825 — Антон Шнайдер, галицький колекціонер, історик, археолог, етнограф, краєзнавець.
- 1845 — Юлія Жемайте, литовська письменниця, прозаїк та драматург.
- 1897 — Ентоні Іден (Роберт Іден), британський політик, міністр закордонних справ Великої Британії в роки 2-ї Світової війни, прем'єр-міністр (1955—57; †1977).
- 1899 — Віджі Артур, американський фотожурналіст українського походження. Мав міжнародну популярність.
- 1902 — Матулівна Антоніна (Матуль), українська письменниця.
- 1908 — Отто Скорцені, високий офіцер Ваффен-СС, який уславився успішними спецопераціями в часи Другої світової війни, за національністю австрієць.
- 1924 — Джордж Герберт Вокер Буш, 41-й президент США, батько президента Джорджа Буша-мол.
- 1929 — Анна Франк, дівчинка з Амстердама, що увійшла в історію як автор щоденника, котрий вела два роки, поки сім'я переховувалась від нацистів (†1945).
- 1931 — Мірошниченко Євгенія Семенівна, українська співачка (†2009).
- 1937 — Арнольд Володимир Ігорович, російський математик.
- 1941 — Чик Коріа (Армандо), джазовий музикант, піаніст і композитор, лауреат чотирьох «Гремі».
- 1944 — Томмі Сміт, американський легкоатлет; першим пробіг 200 метрів швидше 20 секунд (1968).
- 1947 — Лопушанський Костянтин Сергійович, радянський і російський кінорежисер, сценарист.
- 1951 — Костенко Юрій Іванович, український політик.
- 1951 — Бред Депл, вокаліст американського рок-гурту «Boston»: «More Than a Feeling», «Long Time», «Piece of Mind», «Don't Look Back», «Man I'll Never Be», «Amanda».
- 1955 — Енвер Ізмайлов, український (кримськотатарський) гітарист-віртуоз, композитор; народний артист України.
- 1957 — Тімоті Басфілд, актор («Тридцять з чимось», «Птахи в раю», «Поле мрій»).
- 1957 — Ігор Ліховий, український музейний діяч, політик, дипломат. Міністр культури та туризму України (2005—2006)
- 1959 — Дженілі Харрісон, акторка («Даллас», «Залізний кулак», «Головна ціль», «Кривава жертва»).
- 1960 — Олександр Постоленко, український актор-комік, учасник комік-трупи «Маски»
- 1962 — Еллі (Александра) Шиді, акторка («Клуб «Сніданок»», «Військові ігри», «Пожежа»).
- 1971 — Марк Генрі, американський професійний реслер.
- 1974 — Вадим Шахрайчук, український хокеїст і тренер.

## Померли
Дивись також Категорія:Померли 12 червня
- 1715 — Анжело Де Россі, італійський скульптор.
- 1972 — Карл Людвиг фон Берталанфі, австрійський біолог, засновник концепції «Загальної теорії систем» (*1901).
- 1997 — Окуджава Булат Шалвович, російський поет, композитор, прозаїк і сценарист, один із засновників та найяскравіших представників жанру авторської (бардівської) пісні (*1924).
- 1999 — Польовий Омелян Гіллярович, український військовик, політв'язень. Командир ВО-3 «Лисоня», полковник УПА.
- 2021 — Лесь Герасимчук, літератор, філолог, перекладач, культуролог.
- 2023 — Сільвіо Берлусконі, італійський політик, тричі Прем'єр-міністр Італії (1994—1995, 2001—2006, 2008—2011).